# 福建省农业农村厅
福建省农业农村厅是中华人民共和国福建省人民政府主管农业事务的组成部门。

## 建制沿革
1949年8月，福建省人民政府成立；1949年10月，设福建省实业厅；1950年10月，福建省实业厅撤销，改设福建省农林厅；1953年3月，福建省农林厅撤销，分别设立福建省农业厅与福建省林业厅；
1954年10月，析置福建省气象局（1958年1月重新并入，1961年3月再次析置）；1955年12月，析置福建省水利局（二级局，1958年2月重新并入，3月析置省水利电力厅）；1956年1月，析置福建省水产局（1958年12月重新并入，1959年10月再次析置）；1957年1月，福建省移民局并入；1958年12月，析置福建省农业机械管理局；1960年6月，析置福建省畜牧局（1961年3月重新并入）；
1968年10月，福州军区派支左部队进驻，组织业务班子；1969年12月，成立福建省革命委员会农业局；1970年，析置福建省农业科学试验站；1974年1月，析置福建省革命委员会粮食局；
1975年10月，福建省革命委员会农业局改为福建省农业局；1976年10月，析置福建省农林水办公室；1977年8月，析置福建省农机管理局；1980年7月，福建省农业局改为福建省农业厅；1986年10月，析置福建省土地管理局。

## 机构设置

### 内设机构
1. 中共福建省委农村工作领导小组办公室秘书处
2. 厅办公室
3. 厅人事处
4. 中共福建省农业农村厅直属机关委员会
5. 厅法规处（行政审批处）
6. 厅政策与改革处
7. 厅发展规划处
8. 厅计划财务处
9. 厅乡村产业发展处
10. 厅农村社会事业促进处
11. 厅农村合作经济指导处
12. 厅市场与信息化处
13. 厅对外合作处（海峡两岸农业合作处）
14. 厅科技教育处
15. 厅农产品质量安全监管处
16. 厅种植业管理处（农药管理处）
17. 厅畜牧兽医处
18. 厅农垦处
19. 厅种业管理处
20. 厅农业机械化管理处
21. 厅农田建设管理处
22. 厅乡村振兴综合协调处
23. 厅乡村振兴项目推进处
24. 厅乡村振兴对口协作处
25. 厅乡村振兴督导处
26. 厅乡村振兴发展指导处
27. 厅离退休干部工作处[2]

### 直属行政机构
1. 农业综合执法监督局

### 直属事业单位
1. 福建省农业机械技术中心
2. 福建省农村合作经济经营总站
3. 福建省植保植检总站
4. 福建省农业经济技术中心
5. 福建省农业对外经济合作中心（福建省海峡两岸农业合作交流服务中心）
6. 福建省动物卫生技术中心（福建省牲畜屠宰技术中心）
7. 福建省动物疫病预防控制中心
8. 福建省水土保持与乡村发展亚行贷款项目中心
9. 福建省农产品质量安全检验检测中心（福建省农药检验所、福建省兽药饲料检验所）
10. 福建省绿色食品发展中心
11. 福建省农垦与南亚热带作物经济技术中心
12. 福建省农业生态环境与能源技术推广总站
13. 福建省农业机械推广总站
14. 福建省农田建设与土壤肥料技术总站
15. 福建省种植业技术推广总站
16. 福建省种子总站（福建省种子质量检验站）
17. 福建省畜牧总站
18. 福建省农业广播电视学校
19. 福建省农业信息服务中心
20. 福建省农产品加工推广总站（福建省农业生产力促进中心）
21. 福建省农业农村工作研究中心
22. 福建省食用菌技术推广总站
23. 福建省热带作物科学研究所[3]

## 历任厅长
- 福建省农业厅厅长
  - 石　林（1953年3月-1956年4月）
  - 李　力（1956年4月-1958年6月）
  - 王　禹（1958年6月-1960年5月）
  - 李　力（1960年5月-1961年4月）
  - 肖文玉（1963年2月-1968年8月）
- 福建省革委会农业局领导小组（无正职）
- 福建省农业局局长
  - 洪　海（1975年10月-1977年9月）
  - 肖更旺（1977年9月-1980年7月）
- 福建省农业厅厅长
  - 肖更旺（1980年7月-1981年6月）
  - 洪　海（1981年6月-1982年6月）
  - 肖更旺（1982年6月-1983年1月）
  - 林桂镗（1983年1月-1986年10月）
  - 尤　珩（1988年1月-）

- - 吴建华（-2005年7月）
  - 姜安荣（2005年7月-2008年5月）
  - 陈绍军（2008年5月-2013年4月）
  - 张立先（2013年4月-2016年9月）
  - 黄华康（2016年9月-2021年10月）
  - 陈明旺（2021年10月至今）